# Алгебра и анализ
«Алгебра и анализ» — математический журнал Санкт-Петербургского отделения Математического института имени В. А. Стеклова Российской академии наук. Основан в 1989 году. Выходит 6 номеров в год.
Первым главным редактором был член-корреспондент АН СССР Д. К. Фаддеев.
С отставанием в год, журнал полностью переводится на английский язык и издаётся под названием «St. Petersburg Mathematical Journal», в прошлом «Leningrad Mathematical Journal».
Главный редактор академик РАН С. В. Кисляков.

## Показатели
- На 2016 год MCQ журнала составил 0,40 при среднем по всем математическим журналам 0,22.

## Внешние ссылки
- Алгебра и анализ: математический журнал Архивная копия от 16 сентября 2016 на Wayback Machine
- Алгебра и анализ Архивная копия от 13 августа 2016 на Wayback Machine на Общероссийском математическом портале
- Страница журнала «Алгебра и анализ» на сайте Издательства «Наука» Архивная копия от 22 февраля 2017 на Wayback Machine